# ASTERIA
ASTERIA (Arcsecond Space Telescope Enabling Research in Astrophysics) è stato un satellite artificiale in miniatura utilizzato per condurre misurazioni astrofisiche tramite un CubeSat. Progettato in collaborazione tra il Massachusetts Institute of Technology (MIT) e il Jet Propulsion Laboratory della NASA, è stato il primo satellite in versione miniaturizzata costruito dal JPL ad aver portato a termine con successo tutti gli obiettivi previsti.

## Panoramica
ASTERIA era un telescopio spaziale miniaturizzato schierato dalla Stazione Spaziale Internazionale (ISS) con l'obiettivo di testare nuove tecnologie per il rilevamento di esopianeti utilizzando il metodo del transito. L'omonima missione è stata finanziata dal JPL attraverso Phaeton, programma per la formazione dei dipendenti a inizio carriera. La missione è durata 90 giorni ed è stata in seguito prolungata ad un totale di 745 giorni fino alla perdita del contatto con la navicella avvenuta il 5 dicembre 2019.
L'obiettivo principale era quello di raggiungere un errore di puntamento della linea di vista in arcsecondi e di avere un controllo della temperatura del piano focale altamente stabile. La ripetibilità del puntamento verrebbe determinata su un minimo di cinque osservazioni in otto o più giorni, con la stella bersaglio riportata nella stessa posizione sul piano focale regolando l'orientamento del veicolo spaziale e la posizione del piano focale. Il guadagno di ciascun pixel era sensibile alla temperatura, quindi il secondo obiettivo era dimostrare la stabilità del rilevatore di immagini e della temperatura a livello di milli Kelvin.
Le missioni secondarie includevano la misurazione dei periodi di rotazione stellare, la caratterizzazione dell'attività stellare degli esopianeti ospiti e il supporto di misurazioni della velocità radiale a terra con fotometria simultanea. Dopo il successo della sua missione pianificata, ASTERIA ha preso di mira stelle (luminosità Vmag < 8) con pianeti di piccola massa scoperti tramite il metodo della velocità radiale, di cui non è ancora noto il transito.
La missione ha fornito dati per studiare l'attività stellare, gli esopianeti in transito e altri fenomeni astrofisici. Ha inoltre contribuito con informazioni per la progettazione di futuri telescopi spaziali.
Questa missione può fungere da apripista per future flotte di telescopi spaziali a basso costo in grado di osservare più bersagli contemporaneamente. La miniaturizzazione di un sistema di rilevamento fotometrico in un CubeSat potrebbe consentire un utilizzo più frequente di osservatori per uno studio continuo delle stelle luminose simili al Sole, cosa non possibile con gli osservatori convenzionali dato il loro costo. Avere uno o più CubeSat puntati su una stella bersaglio per una durata prolungata potrebbe rivelare esopianeti a lungo transito. Questa missione ha anche fornito ulteriori informazioni nella progettazione di futuri telescopi spaziali.

## Lancio
Il 14 agosto 2017 è stato lanciato a bordo di un razzo SpaceX Falcon-9 e, nel novembre 2017, è stato schierato in orbita terrestre bassa dalla Stazione spaziale internazionale dopo che un membro dell'equipaggio della ISS lo ha trasferito dal veicolo cargo alla camera di equilibrio del modulo sperimentale giapponese (JEM).

## Design

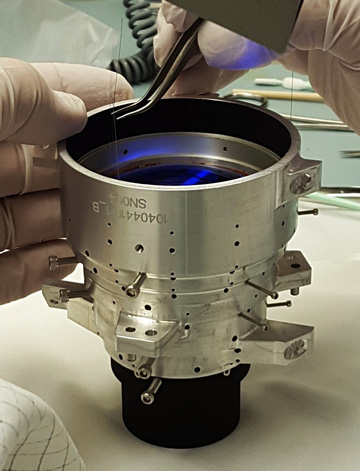
lente

Il telescopio ASTERIA misurava 10 × 20 × 30 cm, ed aveva una massa di 12 kg. Pannelli solari fissi e batterie ricaricabili fornivano l'alimentazione necessaria al suo funzionamento.
Le ruote di reazione fornivano un orientamento grossolano (controllo di assetto), mentre il controllo del puntamento è stato ottenuto tracciando una serie di stelle guida sul sensore pixel attivo (CMOS) e spostando lo stadio di posizionamento piezoelettrico per compensare gli errori di puntamento residui.

### Carico
Il carico utile del telescopio consisteva in una lente, un deflettore, un imager CMOS e uno stadio di posizionamento piezoelettrico a due assi su cui era montato il piano focale. La sezione ottica era composta da un obiettivo con rapporto focale di f/1.4 e 85 mm di diametro della Zeiss avente campo visivo di 28,6 gradi, in grado di mettere a fuoco nel piano focale un'immagine di 43 mm di diametro.
La matrice ospitava due aree di rilevamento attive: un rilevatore CMOS più grande che svolgeva la funzione scientifica e un sensore CMOS più piccolo che fungeva da telecamera a cadenza rapida per fornire dati di orientamento al sistema di controllo dell'assetto.